# Oceanijsko prvenstvo u košarci 1983.
Oceanijsko prvenstvo u košarci 1983. bilo je šesto izdanje ovog natjecanja. Igralo se od 30. kolovoza do 3. rujna u Whangarieu. Pobjednik se kvalificirao na OI 1984.

## Turnir
| 1. momčad  | Ishod   | 2. momčad   |
| ---------- | ------- | ----------- |
| Australija | 89 : 52 | Novi Zeland |
| Australija | 87 : 76 | Novi Zeland |

| Pobjednici Oceanijskog košarkaškog prvenstva 1983. |
| AUSTRALIJA Šesti naslov                            |